# Springdale, Lexington County, South Carolina
Springdale är en ort i Lexington County i delstaten South Carolina, USA.